# Acorduloceridea
Acorduloceridea – rodzaj błonkówek z rodziny Pergidae.

## Taksonomia
Rodzaj Acorduloceridea został opisany w 1912 roku przez Sieverta Rohwera, (gatunek typowy Acorduleceridea compressicornis). Później był on dwukrotnie opisywany przez René Malaise pod nazwami Rioana Malaise, 1949 (gat. typ. R atriceps) i Saltia Malaise, 1955 (gat. typ. S. fuscoapicalis). Obie te nazwy zostały zsynonimizowane z pierwotną przez Davida Smitha w 1990.

## Zasięg występowania
Przedstawiciele Acorduloceridea występują w Krainie Neotropikalnej od Meksyku na płn. po Argentynę i Chile na płd.

## Systematyka
Do  tego rodzaju zalicza się 15 gatunków:
- Acorduloceridea atriceps
- Acorduloceridea aztoa
- Acorduloceridea bakua
- Acorduloceridea bleaka
- Acorduloceridea compressicornis
- Acorduloceridea dacua
- Acorduloceridea entusa
- Acorduloceridea fuscoapicalis
- Acorduloceridea jujua
- Acorduloceridea miacha
- Acorduloceridea nantina
- Acorduloceridea piccha
- Acorduloceridea querna
- Acorduloceridea ruficeps
- Acorduloceridea sinta